# Fraueneishockey-Bundesliga 2023/24
Die Saison 2023/24 war die 35. Austragung der Fraueneishockey-Bundesliga in Deutschland. Die Ligadurchführung erfolgte durch den Deutschen Eishockey-Bund. Die Hauptrunde startete am 23. September 2023 mit den Spiel zwischen den niederländischen Meisterinnen Amsterdam Tigers und den deutschen Vizemeisterinnen von den Mad Dogs Mannheim. Erstmals nahm damit in dieser Saison eine ausländische Mannschaft am Spielbetrieb teil. Die ECDC Memmingen Indians verteidigten die Meisterschaft im Finale erfolgreich gegen den ERC Ingolstadt und holten den Titel zum fünften Mal.

## Modus
Wie in der Vorsaison spielten die Bundesliga-Vereine zunächst eine Doppelrunde aus, die bis zum 25. Februar 2024 dauerte. Die bisherige Drei-Punkteregelung wurde beibehalten, so dass bei einem Sieg in der regulären Spielzeit die siegreiche Mannschaft drei Punkte, die unterlegene gar keinen Punkt erhielt. Bei einem Unentschieden nach der regulären Spielzeit erhielten beide Mannschaften jeweils einen Punkt. Die siegreiche Mannschaft der anschließenden Verlängerung oder des Penaltyschießens erhielt einen Zusatzpunkt.
Anschließend wurden vom 2. bis 23. März Play-offs mit Halbfinale und Finale für die Teams der Plätze 1 bis 4 zur Bestimmung des Deutschen Meisters ausgespielt, wobei erneut das Format „Best of Five“ gewählt wurde.

## Teilnehmende Mannschaften
Die Liga bestand aus den sechs Mannschaften der Vorsaison sowie mit den Amsterdam Tigers erstmals einer ausländischen Mannschaft.
| Klub                    | Ort        | Stadion                                      | Kapazität |
| ----------------------- | ---------- | -------------------------------------------- | --------- |
| ESC Planegg             | Miesbach   | Eisstadion Miesbach                          | 1.400     |
| EC Bergkamen            | Bergkamen  | Eishalle Bergkamen                           | 500       |
| Eisbären Juniors Berlin | Berlin     | Wellblechpalast                              | 4.695     |
| Eisbären Juniors Berlin | Berlin     | Mercedes-Benz Arena (1 Spiel)                | 14.200    |
| ECDC Memmingen          | Memmingen  | Eissporthalle Memmingen                      | 3.700     |
| ERC Ingolstadt          | Ingolstadt | Saturn-Arena                                 | 4.816     |
| ERC Ingolstadt          | Ingolstadt | Saturn-Arena Halle 2 (4 Spiele)              |           |
| Mad Dogs Mannheim       | Mannheim   | SAP Arena Halle Nord                         | 1.500     |
| Amsterdam Tigers        | Amsterdam  | Jaap Edenhal                                 | 1.200     |
| Amsterdam Tigers        | Hoorn      | Optisport Schaatsbaan De Westfries (1 Spiel) |           |
| Amsterdam Tigers        | Alkmaar    | De Meent (2 Spiele)                          |           |

Der ERC Ingolstadt trug seine Spiele normalerweise in der großen Halle der Saturn-Arena aus, wich aber gelegentlich auf die Halle 2 aus. Auch ein Playoff-Spiel wurde hier ausgetragen.
Die Amsterdam Tigers trugen neun Heimspiele in Amsterdam und zwei in Alkmaar aus. Geplant waren auch drei Spiele in Hoorn. Am 19. November 2023 musste ein dort angesetztes Spiel abgesagt und verschoben werden, weil die Schiedsrichter versehentlich zur Optisport Schaatsbaan in Dordrecht fuhren. Dieses Spiel wurde später mit 5:0 für Ingolstadt gewertet. Die weiteren beiden für Hoorn geplanten Spiele wurden stattdessen in Amsterdam ausgetragen.
Die Eisbären Juniors Berlin trugen ein Heimspiel gegen Bergkamen am 18. November 2023 vor 2.801 Zuschauern in der Mercedes-Benz Arena aus. Damit wurde der bisherige Zuscherrekord für die Fraueneishockey-Bundesliga aus dem Finale 2019 deutlich überboten. Der Eintritt für das Spiel war frei. Es fand vor einem DEL-Spiel der Eisbären-Männer statt. Der Rekord wurde noch in derselben Saison in der 2. Liga Nord übertroffen.
Zwei Spiele des ERC Ingolstadt gegen die Eisbären Juniors Berlin am 2. und 3. Dezember 2023 wurden abgesagt und mit jeweils 5:0 für Ingolstadt gewertet, da Berlin wegen krankheitsbedingten Ausfällen nicht antreten konnte.

## Hauptrunde

### Kreuztabelle
|                         | AT                                                                     | ECB                                                                                 | MEM                                                                                   | ERCI                                                                          | PLA                                                                                 | EJB                                                                                   | MAN                                                                                   |
| ----------------------- | ---------------------------------------------------------------------- | ----------------------------------------------------------------------------------- | ------------------------------------------------------------------------------------- | ----------------------------------------------------------------------------- | ----------------------------------------------------------------------------------- | ------------------------------------------------------------------------------------- | ------------------------------------------------------------------------------------- |
| Amsterdam Tigers        |                                                                        | 4:2 (0:0,3:1,1:1) Spielbericht (Amsterdam) 6:3 (1:1,1:1,4:1) Spielbericht (Alkmaar) | 0:6 (0:4,0:1,0:1) Spielbericht (Amsterdam) 1:5 (0:2,1:2,0:1) Spielbericht (Amsterdam) | 0:8 (0:4,0:1,0:3) Spielbericht (Amsterdam) 0:5 (Wertung) Spielbericht (Hoorn) | 4:0 (0:0,1:0,3:0) Spielbericht (Amsterdam) 3:0 (0:0,1:0,2:0) Spielbericht (Alkmaar) | 1:2 (0:0,1:1,0:1) Spielbericht (Amsterdam) 1:2 (0:0,1:1,0:1) Spielbericht (Amsterdam) | 1:4 (0:1,0:2,1:1) Spielbericht (Amsterdam) 2:6 (1:1,0:3,1:2) Spielbericht (Amsterdam) |
| EC Bergkamener Bären    | 2:1 (0:1,2:0,0:0) Spielbericht 3:2 (1:1,1:0,1:1) Spielbericht          |                                                                                     | 0:3 (0:0,0:0,0:3) Spielbericht 0:7 (0:2,0:3,0:2) Spielbericht                         | 0:3 (0:1,0:1,0:1) Spielbericht 1:2 (1:0,0:1,0:1) Spielbericht                 | 2:0 (1:0,1:0,0:0) Spielbericht 4:1 (1:1,2:0,1:0) Spielbericht                       | 2:1 (0:1,1:0,0:0,1:0) (OT) Spielbericht 0:4 (0:0,0:3,0:1) Spielbericht                | 2:3 (1:1,1:0,0:1,0:1) (OT) Spielbericht 0:10 (0:2,0:5,0:3) Spielbericht               |
| ECDC Memmingen Indians  | 11:1 (5:0,3:0,3:1) Spielbericht 16:1 (9:0,3:1,4:0) Spielbericht        | 13:0 (5:0,2:0,6:0) Spielbericht 10:0 (7:0,2:0,1:0) Spielbericht                     |                                                                                       | 1:3 (1:1,0:1,0:1) Spielbericht 0:1 (0:1,0:0,0:0) Spielbericht                 | 5:0 (0:0,2:0,3:0) Spielbericht 9:0 (2:0,2:0,5:0) Spielbericht                       | 9:0 (4:0,4:0,1:0) Spielbericht 8:1 (3:0,2:1,3:0) Spielbericht                         | 3:0 (0:0,0:0,3:0) Spielbericht 2:4 (1:3,1:1,0:0) Spielbericht                         |
| ERC Ingolstadt          | 6:0 (2:0,2:0,2:0) Spielbericht 10:0 (1:0,4:0,5:0) Spielbericht         | 7:0 (2:0,3:2,2:0) Spielbericht 6:0 (1:0,3:0,2:0) Spielbericht                       | 1:3 (0:0,0:2,1:1) Spielbericht 3:1 (1:0,2:0,0:1) Spielbericht (Halle 2)               |                                                                               | 5:0 (1:0,3:0,1:0) Spielbericht (Halle 2) 6:0 (2:0,1:0,3:0) Spielbericht             | 5:0 (Wertung) Spielbericht 5:0 (Wertung) Spielbericht                                 | 3:1 (1:0,1:0,1:1) Spielbericht (Halle 2) 2:0 (0:0,1:0,1:0) Spielbericht               |
| ESC Planegg-Würmtal     | 4:1 (0:0,1:0,3:1) Spielbericht 3:2 (2:2,0:0,0:0,1:0) (OT) Spielbericht | 2:3 (0:1,0:1,2:1) Spielbericht 5:2 (2:2,2:0,1:0) Spielbericht                       | 0:6 (0:2,0:3,0:1) Spielbericht 1:3 (0:0,1:0,0:3) Spielbericht                         | 0:7 (0:2,0:3,0:2) Spielbericht 0:1 (0:1,0:0,0:0) Spielbericht                 |                                                                                     | 2:3 (0:2,1:0,1:1) Spielbericht 4:1 (2:1,2:0,0:0) Spielbericht                         | 1:3 (1:0,0:1,0:2) Spielbericht 3:6 (1:2,2:0,0:4) Spielbericht                         |
| Eisbären Juniors Berlin | 5:2 (1:2,3:0,1:0) Spielbericht 3:2 (1:0,0:2,1:0,1:0) (OT) Spielbericht | 0:1 (0:1,0:0,0:0) Spielbericht (MB Arena) 5:1 (1:1,1:0,3:0) Spielbericht            | 3:4 (0:1,1:1,2:2) Spielbericht 1:3 (0:0,0:1,1:2) Spielbericht                         | 0:4 (0:1,0:3,0:0) Spielbericht 1:7 (1:2,0:1,0:4) Spielbericht                 | 4:2 (2:0,2:0,0:2) Spielbericht 6:0 (1:0,4:0,1:0) Spielbericht                       |                                                                                       | 4:3 (2:1,1:1,0:1,1:0) (OT) Spielbericht 1:2 (1:0,0:1,0:1) Spielbericht                |
| Mad Dogs Mannheim       | 11:2 (3:1,6:0,2:1) Spielbericht 6:0 (2:0,1:0,3:0) Spielbericht         | 4:1 (1:1,3:0,0:0) Spielbericht 2:1 (0:1,0:0,2:0) Spielbericht                       | 2:1 (0:0,0:2,1:0) Spielbericht 2:1 (1:1,0:1,0:0) Spielbericht                         | 1:3 (1:2,0:0,0:1) Spielbericht 0:2 (0:2,0:0,0:0) Spielbericht                 | 3:1 (0:0,0:1,3:0) Spielbericht 1:3 (1:0,0:0,0:3) Spielbericht                       | 2:3 (0:2,1:0,1:1) Spielbericht 1:6 (1:1,0:3,0:2) Spielbericht                         |                                                                                       |

### Tabelle
| Platz | Mannschaft              | Spiele | S  | OTS | OTN | N  | Tore    | Punkte |
| ----- | ----------------------- | ------ | -- | --- | --- | -- | ------- | ------ |
| 1.    | ERC Ingolstadt          | 24     | 23 | 0   | 0   | 1  | 105:09  | 69     |
| 2.    | ECDC Memmingen Indians  | 24     | 20 | 0   | 0   | 4  | 132:023 | 60     |
| 3.    | Mad Dogs Mannheim       | 24     | 12 | 1   | 1   | 10 | 075:050 | 39     |
| 4.    | Eisbären Juniors Berlin | 24     | 10 | 2   | 1   | 11 | 056:071 | 35     |
| 5.    | EC Bergkamener Bären    | 24     | 6  | 1   | 1   | 16 | 030:101 | 21     |
| 6.    | ESC Planegg-Würmtal     | 24     | 4  | 1   | 0   | 19 | 032:090 | 14     |
| 7.    | Amsterdam Tigers        | 24     | 4  | 0   | 2   | 18 | 037:123 | 14     |

### Beste Scorerinnen
Quelle: deb-online.live; Abkürzungen:  Sp = Spiele, T = Tore, V = Assists, Pkt = Punkte, +/− = Plus/Minus, SM = Strafminuten; Fett:  Bestwert
| Spieler                       | Mannschaft | Sp | T  | V  | Pkt | +/− | SM |
| ----------------------------- | ---------- | -- | -- | -- | --- | --- | -- |
| Nicola Hadraschek-Eisenschmid | Memmingen  | 24 | 13 | 32 | 45  | +44 | 10 |
| Jule Schiefer                 | Memmingen  | 24 | 22 | 20 | 42  | +37 | 16 |
| Antje Sabautzki               | Memmingen  | 23 | 14 | 25 | 39  | +37 | 6  |
| Daria Gleißner                | Memmingen  | 24 | 10 | 27 | 37  | +40 | 8  |
| Lea MacLeod                   | Ingolstadt | 21 | 14 | 20 | 34  | +34 | 6  |
| Emily Nix                     | Ingolstadt | 20 | 16 | 16 | 32  | +35 | 4  |
| Abby Davies                   | Mannheim   | 24 | 13 | 16 | 29  | +15 | 8  |
| Ashley Stratton               | Berlin     | 22 | 10 | 16 | 26  | +6  | 6  |
| Hanna Amort                   | Mannheim   | 24 | 9  | 17 | 26  | +17 | 16 |
| Petra Pavuk                   | Ingolstadt | 17 | 14 | 10 | 24  | +24 | 6  |

### Beste Torhüterinnen
Quelle: deb-online.live; Abkürzungen:  Sp = Spiele, Min = Eiszeit (in Minuten), S = Siege, N = Niederlagen, GT = Gegentore, GTS = Gegentorschnitt, SVS = gehaltene Schüsse, Sv% = gehaltene Schüsse (in %), SO = Shutouts; Fett:  Bestwert
| Spielerin       | Verein     | Sp | Min     | S  | OTS | N  | OTN | GT  | GTS  | SaT | Sv%  | SO |
| --------------- | ---------- | -- | ------- | -- | --- | -- | --- | --- | ---- | --- | ---- | -- |
| Carina Bartsch  | Memmingen  | 9  | 386:58  | 8  | 0   | 0  | 0   | 1   | 0,16 | 34  | 97,1 | 3  |
| Lisa Hemmerle   | Ingolstadt | 20 | 1133:51 | 18 | 0   | 1  | 0   | 9   | 0,48 | 377 | 97,6 | 12 |
| Jessica Ekrt    | Mannheim   | 19 | 1102:22 | 9  | 1   | 8  | 1   | 39  | 2,12 | 356 | 89,0 | 0  |
| Karmena Lasis   | Berlin     | 11 | 631:05  | 6  | 1   | 3  | 1   | 28  | 2,66 | 330 | 91,5 | 1  |
| Lena Schuster   | Planegg    | 10 | 597:36  | 2  | 0   | 8  | 0   | 30  | 3,01 | 306 | 90,2 | 0  |
| Chiara Schultes | Memmingen  | 12 | 703:56  | 2  | 1   | 9  | 0   | 44  | 3,75 | 449 | 90,2 | 0  |
| Pia Surke       | Bergkamen  | 19 | 1118:24 | 5  | 1   | 11 | 1   | 76  | 4,08 | 624 | 87,8 | 2  |
| Annika Verduin  | Amsterdam  | 18 | 994:10  | 1  | 0   | 16 | 1   | 101 | 6,10 | 526 | 80,8 | 0  |

## Playoffs
| Halbfinale | Halbfinale              | Halbfinale |  |  | Finale | Finale                 | Finale |
|            |                         |            |  |  |        |                        |        |
| 1          | ERC Ingolstadt          | 3          |  |  |        |                        |        |
| 4          | Eisbären Juniors Berlin | 1          |  |  |        |                        |        |
|            |                         |            |  |  | 1      | ERC Ingolstadt         | 0      |
|            |                         |            |  |  | 2      | ECDC Memmingen Indians | 3      |
| 2          | ECDC Memmingen Indians  | 3          |  |  |        |                        |        |
| 3          | Mad Dogs Mannheim       | 0          |  |  |        |                        |        |
|            |                         |            |  |  |        |                        |        |

### Halbfinale
| Paarung                                    | Serie | Spiel 1                        | Spiel 2                                 | Spiel 3                                 | Spiel 4                        | Spiel 5 |
| ------------------------------------------ | ----- | ------------------------------ | --------------------------------------- | --------------------------------------- | ------------------------------ | ------- |
| ERC Ingolstadt – Eisbären Juniors Berlin   | 3-1   | 0:2 (0:1,0:0,0:1) Spielbericht | 4:0 (2:0,0:0,2:0) Spielbericht          | 4:3 (0:0,2:2,1:1,1:0) (OT) Spielbericht | 3:0 (1:0,0:0,2:0) Spielbericht | –       |
| ECDC Memmingen Indians – Mad Dogs Mannheim | 3-0   | 3:1 (1:0,0:0,2:1) Spielbericht | 4:3 (0:0,3:1,0:2,1:0) (OT) Spielbericht | 2:0 (1:0,1:0,0:0) Spielbericht          | –                              | –       |

### Finale
| Paarung                                 | Serie | Spiel 1 | Spiel 2   | Spiel 3   | Spiel 4 | Spiel 5 |
| --------------------------------------- | ----- | ------- | --------- | --------- | ------- | ------- |
| ERC Ingolstadt – ECDC Memmingen Indians | 0-3   | 2:4     | 3:4 n. V. | 3:4 n. V. | –       | –       |

| 16. März 2024 16:00 Uhr | ERC Ingolstadt S. Kaneppele (9:33) E. Nix (39:37) | 2:4 (1:1, 1:1, 0:2) Spielbericht | ECDC Memmingen Indians N. Eisenschmid (3:03) A. Sabautzki (24:24) C. Strobel (54:48) N. Elia (59:30) | Saturn-Arena, Ingolstadt Zuschauer: 718 |

| 17. März 2024 13:00 Uhr | ECDC Memmingen Indians J. Schiefer (9:18) L. Kluge (19:17) N. Elia (53:44) F. Feldmeier (60:49) | 4:3 n. V. (2:2, 0:1, 1:0, 1:0) Spielbericht | ERC Ingolstadt L. MacLeod (4:40) E. Nix (19:37) M. Delarbre (22:42) | Eissporthalle am Hühnerberg, Memmingen Zuschauer: 1638 |

| 23. März 2024 16:15 Uhr | ERC Ingolstadt E. Nix (1:21) L. Klein (9:35) M. Delarbre (48:46) | 3:4 n. V. (2:0, 0:1, 1:2, 0:1) Spielbericht | ECDC Memmingen Indians N. Elia (22:02) L. Kluge (40:12) F. Feldmeier (43:15) L. Kluge (70:46) | Saturn-Arena, Ingolstadt Zuschauer: 562 |

### Meisterkader
| Deutscher Meister ECDC Memmingen | Tor: Carina Bartsch, Hanna Farkas, Selma Luggin, Lilly Uhrmann Verteidigung: Hannah Bates, Mandy Dibowski, Daria Gleißner, Ronja Hark, Zikmunda Mazancová, Anna-Lena Niewollik, Charlott Schaffrath, Carina Strobel, McKenna Wesloh Sturm: Anne Bartsch, Luisa Bottner, Nara Elia, Franziska Feldmeier, Katharina Häckelsmiller, Nicola Hadraschek-Eisenschmid, Laura Kluge, Andrea Lanzl, Antje Sabautzki, Jule Schiefer, Marina Swikull, Julia Wagner, Alicia Williams Cheftrainer: Waldemar Dietrich |

### Beste Scorerinnen
Quelle: deb-online.live; Abkürzungen:  Sp = Spiele, T = Tore, V = Assists, Pkt = Punkte, +/− = Plus/Minus, SM = Strafminuten; Fett:  Bestwert
| Spieler                       | Mannschaft | Sp | T | V | Pkt | SM | +/− |
| ----------------------------- | ---------- | -- | - | - | --- | -- | --- |
| Nara Elia                     | Memmingen  | 6  | 5 | 7 | 12  | 2  | +11 |
| Laura Kluge                   | Memmingen  | 6  | 5 | 6 | 11  | 2  | +13 |
| Emily Nix                     | Ingolstadt | 7  | 7 | 1 | 8   | 0  | +6  |
| Nicola Hadraschek-Eisenschmid | Memmingen  | 6  | 4 | 4 | 8   | 2  | +13 |
| Daria Gleißner                | Memmingen  | 6  | 2 | 6 | 8   | 4  | +10 |
| Marie Delarbre                | Ingolstadt | 7  | 2 | 5 | 7   | 4  | +7  |
| Lea MacLeod                   | Ingolstadt | 7  | 1 | 5 | 6   | 2  | +5  |
| Anastasia Gruß                | Berlin     | 4  | 3 | 1 | 4   | 2  | −1  |
| Bernadette Karpf              | Ingolstadt | 7  | 1 | 3 | 4   | 0  | 0   |
| Celina Haider                 | Ingolstadt | 7  | 1 | 3 | 4   | 2  | 0   |

### Beste Torhüterinnen
Quelle: deb-online.live; Abkürzungen:  Sp = Spiele, Min = Eiszeit (in Minuten), S = Siege, N = Niederlagen, GT = Gegentore, GTS = Gegentorschnitt, SVS = gehaltene Schüsse, Sv% = gehaltene Schüsse (in %), SO = Shutouts; Fett:  Bestwert
| Spielerin         | Verein     | Sp | Min    | S | OTS | N | OTN | GT | GTS  | SaT | Sv%  | SO |
| ----------------- | ---------- | -- | ------ | - | --- | - | --- | -- | ---- | --- | ---- | -- |
| Selma Luggin      | Memmingen  | 5  | 311:35 | 3 | 2   | 0 | 0   | 9  | 1,73 | 123 | 92,7 | 1  |
| Lisa Hemmerle     | Ingolstadt | 7  | 431:06 | 2 | 1   | 2 | 2   | 16 | 2,23 | 187 | 91,4 | 2  |
| Karmena Lasis     | Berlin     | 4  | 239:45 | 1 | 0   | 2 | 1   | 10 | 2,50 | 153 | 93,5 | 1  |
| Jennifer Spingler | Mannheim   | 2  | 123:00 | 0 | 0   | 1 | 1   | 6  | 2,93 | 64  | 90,6 | 0  |

## Unterklassige Ligen
Unterhalb der vom DEB organisierten Bundesliga gibt es unterschiedliche, von Landesverbänden organisierte Frauenligen. Dabei sollen nach den Durchführungsbestimmungen der Bundesliga die bestplatzierten aufstiegsberechtigten Mannschaften der 2. Liga Nord und der Landesliga Bayern, die offiziell als 2. Liga Süd gilt, Aufstiegsspiele zur Frauen-Bundesliga 2024/25 durchführen.
In einem Spiel der 2. Liga Nord zwischen den Hannover Indians und den Kölner Haien im Eisstadion am Pferdeturm wurde am 23. März 2024 der im November in Berlin aufgestellte Zuschauerrekord gebrochen. 4036 Zuschauer besuchten das Spiel, das was die höchste Zuschauerzahl im deutschen Fraueneishockey darstellt.

### 2. Ligen

#### 2. Liga Nord
| Platz | Mannschaft                       | Spiele | S  | U | N  | Tore   | Punkte |
| ----- | -------------------------------- | ------ | -- | - | -- | ------ | ------ |
| 1.    | EC Hannover Indians              | 12     | 10 | 2 | 0  | 87:19  | 22     |
| 2.    | EC Bergisch Land                 | 12     | 7  | 3 | 2  | 66:34  | 17     |
| 3.    | ERV Dinslakener Kobras           | 12     | 6  | 2 | 4  | 33:28  | 14     |
| 4.    | Cold Play Sharks Mechelen        | 12     | 6  | 1 | 5  | 41:47  | 13     |
| 5.    | SpG EC Bergkamen / ESV Bergkamen | 12     | 5  | 0 | 7  | 81:60  | 10     |
| 6.    | KEC „Die Haie“                   | 12     | 3  | 0 | 9  | 47:39  | 6      |
| 7.    | Tornado Luxembourg               | 12     | 1  | 0 | 11 | 13:141 | 2      |

#### 2. Liga Süd / Landesliga Bayern
Teilnehmer
| Landesliga A | Landesliga B | Landesliga C                                                                                                  |
| --- | --- | --- |
| - ESV Kaufbeuren - EV Königsbrunn - SG ETC Crimmitschau / ESV Halle - Dingolfinger EC - EHC Regensburg - VfR München-Angerlohe | - EC Bad Tölz - ESC River Rats Geretsried - EHC Lustenau - EHC Ulm/Neu-Ulm - Schwenninger ERC 04 - EV Ravensburg | - EKU Mannheim 1b - ERC Sonthofen - ESC Kempten - SC Bietigheim-Bissingen - SG ESC Hügelsheim / ESG Esslingen |

- Finalrundenteilnehmer (fett gedruckt)

Meisterrunde
| Platz | Mannschaft                | Spiele | S | OTS | OTN | N | Tore  | Punkte |
| ----- | ------------------------- | ------ | - | --- | --- | - | ----- | ------ |
| 1.    | EC Bad Tölz               | 9      | 9 | 0   | 0   | 0 | 58:10 | 27     |
| 2.    | EKU Mannheim 1b           | 10     | 6 | 0   | 0   | 4 | 27:23 | 18     |
| 3.    | ESV Kaufbeuren            | 10     | 5 | 1   | 0   | 4 | 36:21 | 17     |
| 4.    | ERC Sonthofen             | 10     | 3 | 2   | 1   | 4 | 26:40 | 14     |
| 5.    | ESC River Rats Geretsried | 10     | 2 | 0   | 1   | 7 | 18:47 | 7      |
| 6.    | EV Königsbrunn            | 9      | 1 | 0   | 1   | 7 | 19:43 | 4      |

 Süddeutscher Meister, Bayerischer Meister, Aufstiegsrelegation  Baden-Württemberg Meister, Endstand 17. März 2024

### Weitere Ligen

#### 1. Frauenliga Nordost
| Platz | Mannschaft         | Spiele | S  | OTS | OTN | N | Tore  | Punkte |
| ----- | ------------------ | ------ | -- | --- | --- | - | ----- | ------ |
| 1.    | FASS Berlin        | 10     | 10 | 0   | 0   | 0 | 62:29 | 30     |
| 2.    | Altonaer SV        | 10     | 5  | 0   | 1   | 4 | 34:30 | 16     |
| 3.    | Hamburger SV       | 10     | 5  | 0   | 0   | 5 | 35:42 | 15     |
| 4.    | Adendorfer EC      | 10     | 4  | 1   | 0   | 5 | 47:44 | 14     |
| 5.    | Crocodiles Hamburg | 10     | 2  | 1   | 2   | 5 | 26:33 | 10     |
| 6.    | REV Bremerhaven    | 10     | 1  | 1   | 0   | 8 | 20:46 | 5      |